# Belerma
Belerma es un personaje literario propio del Romancero Viejo, que fue creado por juglares y romanceristas del siglo XVI para designar a la dama ideal. Belerma da nombre a varios romances, y es, también, la compañera de Durandarte, escrupuloso amador y amigo inseparable del caballero Montesinos, famoso por el ciclo de romances al que da su nombre. 
En el romance Oh Belerma, Durandarte (personaje que personifica a la espada de Carlomagno) se despide de Belerma y de su fiel primo Montesinos al caer en la batalla. Según dicho romance, Durandarte sirvió a Belerma durante siete años, y al inicio de su romance con ella, él hubo de marchar a la guerra, donde, tras heroicas hazañas, muere. En este contexto se desarrolla el romance, que según varios filólogos, es una mezcla entre la epopeya quijotesca y la tradición romancera castellana, pese a existir dicho romance en otras lenguas peninsulares, como el gallego o el catalán. Además, llegaron a existir variaciones del tema principal del romance en siglos posteriores.
- Datos: Q6395308